# Yves Hocdé
Yves Hocdé (født 29. april 1973 i Nantes, Frankrig) er en fransk tidligere roer og olympisk guldvinder.

## Rokarriere
Ved VM i 1997 var Hocdé med til at vinde sølv i firer uden styrmand, hvilket også var tilfældet i 1998, mens det blev til VM-bronze i 1999, i alle tre tilfælde med den danske firer som vinder.  Han stillede sammen med Jean-Christophe Bette, Laurent Porchier og Xavier Dorfman op i samme båd ved OL 2000 i Sydney, hvor den danske båd var favorit, men franskmændene vandt deres indledende heat og blev nummer to i deres semifinale, snævert besejret af australierne, og i finalen var franskmændene bedst og sejrede sikkert foran australierne, mens danskerne måtte nøjes med bronzemedaljerne.
Ved VM i 2001 var han med til at blive verdensmester i letvægtsotter, hans sidste store internationale resultat.

## OL-medaljer
- 2000:  Guld i letvægtsfirer